# Alpine Ski-Juniorenweltmeisterschaften 2016
Die 35. Alpinen Ski-Juniorenweltmeisterschaften fanden vom 25. Februar bis 5. März 2016 in Sotschi/Rosa Chutor in Russland statt. Teilnahmeberechtigt waren die Jahrgänge 1995 bis 1999.

## Herren

### Abfahrt
| Platz | Land | Sportler         | Zeit (min) |
| ----- | ---- | ---------------- | ---------- |
| 1     | USA  | Erik Arvidsson   | 1:11,66    |
| 2     | AUT  | Stefan Babinsky  | 1:11,86    |
| 3     | FRA  | Victor Schuller  | 1:12,01    |
| 4     | USA  | Sam Morse        | 1:12,13    |
| 5     | SLO  | Štefan Hadalin   | 1:12,14    |
| 6     | NOR  | Tomas Markegaard | 1:12,16    |

Datum: 27. Februar

### Super-G
| Platz | Land | Sportler        | Zeit (min) |
| ----- | ---- | --------------- | ---------- |
| 1     | FRA  | Matthieu Bailet | 1:09,95    |
| 2     | CAN  | James Crawford  | 1:10,32    |
| 3     | SUI  | Marco Odermatt  | 1:10,48    |
| 4     | SLO  | Miha Hrobat     | 1:10,53    |
| 5     | RUS  | Iwan Kusnezow   | 1:10,67    |
| 6     | AUT  | Stefan Babinsky | 1:10,72    |

Datum: 29. Februar

### Riesenslalom
| Platz | Land | Sportler               | Zeit (min) |
| ----- | ---- | ---------------------- | ---------- |
| 1     | SUI  | Marco Odermatt         | 2:14,32    |
| 2     | FRA  | Elie Gateau            | 2:14,69    |
| 3     | AUT  | Maximilian Lahnsteiner | 2:15,47    |
| 4     | NOR  | Marcus Monsen          | 2:16,40    |
| 5     | CAN  | James Crawford         | 2:16,73    |
| 6     | SLO  | Štefan Hadalin         | 2:16,88    |

Datum: 3. März

### Slalom
| Platz | Land | Sportler          | Zeit (min) |
| ----- | ---- | ----------------- | ---------- |
| 1     | CRO  | Istok Rodeš       | 1:36,84    |
| 2     | GER  | Frederik Norys    | 1:37,49    |
| 3     | CRO  | Elias Kolega      | 1:37,69    |
| 4     | ITA  | Tommaso Sala      | 1:38,73    |
| 5     | CAN  | James Crawford    | 1:38,83    |
| 6     | SUI  | Noel von Grünigen | 1:39,12    |

Datum: 5. März

### Kombination
| Platz | Land | Sportler       | Zeit (min) |
| ----- | ---- | -------------- | ---------- |
| 1     | SLO  | Štefan Hadalin | 1:56,16    |
| 2     | NOR  | Marcus Monsen  | 1:57,10    |
| 3     | CRO  | Istok Rodeš    | 1:57,49    |
| 4     | AUT  | Mathias Graf   | 1:57,63    |
| 5     | CAN  | James Crawford | 1:58,07    |
| 6     | SLO  | Miha Hrobat    | 1:58,10    |

Datum: 1. März

## Damen

### Abfahrt
| Platz | Land | Sportlerin          | Zeit (min) |
| ----- | ---- | ------------------- | ---------- |
| 1     | CAN  | Valérie Grenier     | 1:13,95    |
| 2     | SUI  | Beatrice Scalvedi   | 1:14,02    |
| 3     | ITA  | Nicol Delago        | 1:14,26    |
| 4     | USA  | Breezy Johnson      | 1:14,38    |
| 5     | AUT  | Elisabeth Reisinger | 1:14,69    |
| 6     | FRA  | Anouk Bessy         | 1:14,70    |

Datum: 27. Februar

### Super-G
| Platz | Land | Sportlerin          | Zeit (min) |
| ----- | ---- | ------------------- | ---------- |
| 1     | AUT  | Nina Ortlieb        | 1:10,48    |
| 2     | CAN  | Valérie Grenier     | 1:10,55    |
| 3     | ITA  | Verena Gasslitter   | 1:10,81    |
| 4     | SUI  | Aline Danioth       | 1:10,84    |
| 5     | AUT  | Elisabeth Reisinger | 1:11,48    |
| 6     | FRA  | Estelle Alphand     | 1:11,52    |

Datum: 29. Februar

### Riesenslalom
| Platz | Land | Sportlerin       | Zeit (min) |
| ----- | ---- | ---------------- | ---------- |
| 1     | SUI  | Jasmina Suter    | 2:12,39    |
| 2     | FIN  | Riikka Honkanen  | 2:12,62    |
| 3     | SUI  | Mélanie Meillard | 2:12,66    |
| 4     | SUI  | Aline Danioth    | 2:13,11    |
| 5     | AUT  | Nina Ortlieb     | 2:13,35    |
| 6     | AUT  | Katharina Truppe | 2:13,55    |

Datum: 2. März

### Slalom
| Platz | Land | Sportlerin          | Zeit (min) |
| ----- | ---- | ------------------- | ---------- |
| 1     | GER  | Elisabeth Willibald | 1:37,41    |
| 2     | AUT  | Katharina Gallhuber | 1:37,70    |
| 3     | AUT  | Katharina Huber     | 1:38,56    |
| 4     | SUI  | Aline Danioth       | 1:40,35    |
| 5     | ITA  | Lucrezia Lorenzi    | 1:41,00    |
| 6     | NOR  | Kristin Lysdahl     | 1:41,36    |

Datum: 5. März

### Kombination
| Platz | Land | Sportlerin                 | Zeit (min) |
| ----- | ---- | -------------------------- | ---------- |
| 1     | SUI  | Aline Danioth              | 1:59,32    |
| 2     | GER  | Katrin Hirtl-Stanggaßinger | 2:00,23    |
| 3     | SLO  | Saša Brezovnik             | 2:00,65    |
| 4     | ITA  | Jole Galli                 | 2:01,37    |
| 5     | GER  | Kira Weidle                | 2:01,46    |
| 6     | USA  | Galena Wardle              | 2:01,66    |

Datum: 1. März

## Mannschaftswettbewerb
| Platz | Land | Sportler                                                           |
| ----- | ---- | ------------------------------------------------------------------ |
| 1     | SLO  | Saša Brezovnik Meta Hrovat Aljaž Dvornik Štefan Hadalin            |
| 2     | SWE  | Lovisa Grant Lisa Hörnblad Ludwig Cassman Hannes Grym              |
| 3     | NOR  | Kristin Lysdahl Thea Louise Stjernesund Timon Haugan Marcus Monsen |

Datum: 4. März

## Medaillenspiegel
| Platz | Land               | Gold | Silber | Bronze | Gesamt |
| ----- | ------------------ | ---- | ------ | ------ | ------ |
| 1     | Schweiz            | 3    | 1      | 2      | 6      |
| 2     | Slowenien          | 2    | –      | 1      | 3      |
| 3     | Österreich         | 1    | 2      | 2      | 5      |
| 4     | Kanada             | 1    | 2      | –      | 3      |
| 4     | Deutschland        | 1    | 2      | –      | 3      |
| 6     | Frankreich         | 1    | 1      | 1      | 3      |
| 7     | Kroatien           | 1    | –      | 2      | 3      |
| 8     | Vereinigte Staaten | 1    | –      | –      | 1      |
| 9     | Norwegen           | –    | 1      | 1      | 2      |
| 10    | Finnland           | –    | 1      | –      | 1      |
| 10    | Schweden           | –    | 1      | –      | 1      |
| 12    | Italien            | –    | –      | 2      | 2      |